# NXT Vengeance Day 2025
NXT Vengeance Day 2025 è stata la terza edizione dell'omonimo premium live event prodotto dalla WWE, in esclusiva per il roster di NXT. L'evento si è svolto il 15 febbraio 2025 al CareFirst Arena di Washington ed è andato in onda su Peacock negli Stati Uniti, su Netflix nei paesi in cui è disponibile il servizio e sul WWE Network nel restante dei paesi.
L'evento è stato annunciato il 7 gennaio 2025, con la CareFirst Arena ad ospitarlo, riportando nella capitale statunitense un premium live event della WWE per la prima volta, dopo quasi dieci anni, da Battleground 2016.

## Storyline
Nella puntata di NXT del 28 gennaio, Austin Theory e Grayson Waller, provenienti direttamente dal roster di Raw, tennere uno puntata speciale del Grayson Waller Effect con il NXT Champion Oba Femi come ospite della puntata, per vedere se valesse veramente la pena valorizzare così tanto l'attuale campione. Oba Femi rispose in maniera provocatoria a Theory e Waller dicendo di aver conquistato più titoli lui nella sua breve carriera in WWE rispetto a loro due messi insieme ad NXT, sfidando poi uno dei due a Vengeance Day per il titolo. Sullo stage si presentò la general manager Ava che richiamò Oba Femi, in quanto non può decidere i suoi sfidanti per il titolo, decidendo quindi di far sfidare il campione sia contro Theory che contro Waller a Vengeance Day, in un triple threat match valido per il titolo.
Nell'episodio speciale New Year's Evil del 7 gennaio, Giulia riuscì a sconfiggere Roxanne Perez, diventando la nuova NXT Women's Championship. Nella successiva puntata, Perez si presentò sul ring cominciando un discorso verso i fan che faceva presagire la sua partenza da NXT prima di venire interrotta da Bayley che cerò di dare dei consigli che la ex-campionessa non volle ascoltare e rifilò uno schiaffo a Bayley, che reagì scatenando una rissa tra le due. La settimana seguente, Bayley tenne un promo dove ringraziò il pubblico presente con Giulia che si presentò sul ring mostrandole riconoscenza. Il momento venne però interrotto da Roxanne Perez e Cora Jade che salirono sul ring finendo per battagliare contro le due rivali. Nella puntata del 28 gennaio, Bayley e Giulia fecero coppia affrontando e sconfiggendo Perez e Jade. Dopo l'incontro, la general manager Ava annunciò un triple threat match per Vengeance Day con in palio il titolo tra Giulia, Bayley e Roxanne Perez. Durante l'episodio dell'11 febbraio, Cora Jade riuscì a schienare e sconfiggere Bayley grazie all'aiuto della Perez, con Ava che si presentò sullo stage annunciando l'entrata della vincitrice nel match, trasformandolo così in un fatal four-way match.
Nell'episodio speciale New Year's Evil del 7 gennaio, Stephanie Vaquer riuscì a vincere un fatal four-way match comprendente anche Cora Jade, Kelani Jordan e Lola Vice per decretare la prima sfidante a Fallon Henley per il suo NXT Women's North American Championship. Più tardi nella stessa serata, la campionessa venne però schienata da Shotzi in un six-woman tag team match, con quest'ultima e Vaquer che discussero nel backstage su chi avrebbe sfruttato prima l'incontro titolato, con la general manager Ava che fissò dunque un incontro tra le due nella successiva puntata di NXT. Il match venne vinto da Shotzi grazie anche all'aiuto della campionessa, guadagnandosi così la sfida per il titolo. Due settimane più tardi, si tenne l'incontro che venne vinto da Henley, rimanendo campionessa, ma i suoi festeggiamenti vennero interrotti da Vaquer che sfidò la campionessa per il titolo.
Dopo la sua permanenza nella Pro Wrestling Noah in occasione del torneo N-1 Victory, Josh Briggs decise di fare coppia con Yoshiki Inamura, atleta giapponese della federazione nipponica, mettendo subito gli occhi sull'NXT Tag Team Championship detenuto da Nathan Frazer ed Axiom. Nella puntata dell'11 febbraio ad NXT, Briggs ed Inamura riuscirono a sconfiggere in un triple threat tag team match sia la coppia formata da Tavion Heights e Myles Borne, sia la coppia di Hank Waller e Tank Ledger, ottenendo così una sfida contro i campioni valido per il titolo.

## Risultati
| # | Match                                                                   | Stipulazioni                                               | Durata |
| - | ----------------------------------------------------------------------- | ---------------------------------------------------------- | ------ |
| 1 | Stephanie Vaquer ha sconfitto Fallon Henley (c)                         | Single match per l'NXT Women's North American Championship | 15:01  |
| 2 | Nathan Frazer e Axiom (c) hanno sconfitto Josh Briggs e Yoshiki Inamura | Tag team match per l'NXT Tag Team Championship             | 10:24  |
| 3 | Eddy Thorpe ha sconfitto Trick Williams                                 | Strap match                                                | 10:58  |
| 4 | Ethan Page ha sconfitto Je'Von Evans                                    | Single match                                               | 12:00  |
| 5 | Oba Femi (c) ha sconfitto Austin Theory e Grayson Waller                | Triple threat match per l'NXT Championship                 | 13:12  |
| 6 | Giulia (c) ha sconfitto Bayley, Cora Jade e Roxanne Perez               | Fatal four-way match per l'NXT Women's Championship        | 18:31  |